# بيتر أندرسون
بيتر أندرسون (بالسويدية: Petter Andersson) مواليد 20 فبراير 1985 في السويد، هو لاعب كرة قدم سويدي يلعب مع نادي ميتييلاند لكرة القدم كلاعب وسط. مثّل منتخب السويد لكرة القدم.

## المسيرة الاحترافية

### أندية لعب لها
- نادي غرونينغن
- نادي ميتييلاند لكرة القدم

## روابط خارجية
- بيتر أندرسون على موقع اتحاد السويد (السويدية)
- بيتر أندرسون على موقع قاعدة بيانات كرة القدم.إي يو (الإنجليزية)
- بيتر أندرسون على موقع ناشيونال فوتبول تيمز (الإنجليزية)
- بيتر أندرسون على موقع Soccerway.com (الإنجليزية)
- بيتر أندرسون على موقع عالم كرة القدم.نت (الإنجليزية)
- بيتر أندرسون على موقع AS.com (الإسبانية)